# Casa-fàbrica Escuder
La casa-fàbrica Escuder era un edifici situat a la plaça de Sant Pere de Barcelona, del qual perduren algunes restes a l'actual núm. 4, antiga sucursal de la Caixa de Barcelona, catalogat com a bé amb elements d'interès (categoria C).

## Història

### Fàbrica d'indianes de Pujol, Cantarell i Cia
El 1756, el comerciant Ramon Pujol i Prunés es va associar amb el tintorer Lluís Cantarell i Roure per a constituir la societat Ramon Pujol, Cantarell i Cia, dedicada a la fabricació d'indianes. El 1762 van adquirir al militar Enric Lluís de Lotzen-Roben i de Verboom, net de Pròsper de Verboom, una casa amb hort en un carreró davant del cementiri de Sant Pere (actualment part de la plaça del mateix nom), on establiren la seva fàbrica. El 1763 tenien un prat de blanqueig a Sant Martí de Provençals, i el 1772 tenien 30 telers.
El 1778, Cantarell es va separar de la societat, que va quedar extingida, i els germans Ramon, Pau i Antoni Pujol i Prunés i el tintorer de sedes Lluís Margenedas van constituir la nova societat Ramon Pujol i Cia. Segons Thomson, el 1783, la fàbrica tenia 30 telers, i el 1786 hi treballaven 485 persones, de les quals 131 eren nens.
El 1791, ja mort Pau, succeït pel seu germà Benet, els socis van vendre la propietat (que incloïa una altra casa adquirida el 1781) al fabricant d'indianes Miquel Dot per 15.940 lliures, de les quals 10.000 servirien per a liquidar la part de Margenedas a la societat.

### Els germans Dot
Originaris de Manlleu, els germans Miquel i Martí Dot tenien una botiga al Mesón del Peine de Madrid el 1778, i el 1788 havien establert una fàbrica d'indianes al barri de la Ribera de Barcelona. Entre el 1794 i el 1799 prosperaren, i Miquel ocupà el càrrec de consiliari de la Reial Companyia de Filats de Cotó. Mentrestant, Martí exercia de comerciant als Reales Sitios, on el 1801 el fabricant d'indianes Joan Baptista Cirés li feu diverses trameses de gèneres.
El 1829, Joan Dot va instar un litigi per a cobrar el deute que el seu oncle Miquel havia contret amb el seu pare Jaume, també comerciant, per la qual cosa la casa-fàbrica va ser posada en subhasta el 1830.

### Jeroni Juncadella
El 1835, el fabricant Jeroni Juncadella i Casanovas, que fou el millor postor, es va adreçar a l'Ajuntament de Barcelona per a demanar les alineacions per a reedificar-la, el que va motivar una disputa. Finalment, la venda es va formalitzar el maig del 1836, i Juncadella va demanar permís per a construir-hi una gran casa-fàbrica segons el projecte de l'arquitecte acadèmic Joan Vilà i Geliu. El 1837, un cop construïda, la va vendre al veler Joan Escuder i Inglada (1798-1855), que va pagar les obres, on intervingueren, a més de l'esmentat Vilà, el fuster Josep Ticó, el vidrier Francesc Fatjó, el serraller Antoni Sanpere, i el pintor Josep Aparici.
Segons la Guía de forasteros en Barcelona del 1842, Juncadella tenia al núm. 11 (antic) una filatura de cotó i al núm. 12 (antic) una fàbrica de teixits amb els següents productes: «Azargazos, Piel, Guindas, Refajos de algodón, Muletones en pieza, Ropa de pantalones de algodon, Id. id. de algodon é hilo, Lustrinas de algodon finas y entrefinas, Terlises de algodón, Id. de hilo, Embozos de Capa de estambre y algodon, Cotines de hilo, Driles de hilo, Vanuas sencillas, Id. acolchadas, Mantones de muleton de todos los tamaños de algodon, Pañuelos de algodon y estambre y de algodon solo de todos los tamaños, Pañuelos de estambre y algodon, y de estambre solo de todos los tamaños, de màquina Jaccar.» Aquell mateix any, va obrir una fàbrica cotonera moguda per vapor al carrer de la Riereta, on va traslladar la producció.

### Els Escuder
Fill del velluter Antoni Escuder i Matas, Joan Escuder i Anglada va treballar com a aprenent al taller del veler Jaume Fàbregas, casant-se amb la seva filla Eulàlia. A la dècada del 1830, la seva indústria prosperà notablement, i guanyà la Creu d’Isabel la Catòlica a l'Exposició del 1840 «por sus adelantamientos en la fabricacion de tejidos de seda». Inicialment, la seva fàbrica era situada al carrer del Call, 19 (antic 27), i el 1843 es va traslladar a la plaça de Sant Pere, on va demanar permís per a instal·lar-hi un rètol. El febrer del 1844 va adquirir a Josep Maria i Pere Jordà i Figuerola una part de la finca del carrer del Rec Comtal, 9, que havia estat la fàbrica d'indianes del seu avi Bartomeu Jordà, i el 10 d'agost del mateix any, va rebre la vista de la reina Isabel II. El 1854, la fàbrica era valorada en gairebé 1,7 milions de rals, gèneres a part, i els Escuder disposaven també d'una filatura de seda al País Valencià, amb una inversió d'1,4 milions de rals.
Joan Escuder va morir el 19 d'agost del 1855, a l'edat de 56 anys, i el van succeir la vídua Eulàlia Fàbregas i el primogènit Joan Escuder i Fàbregas sota la raó social Vídua i fills de Joan Escuder: «Plaza de San Pedro, 4. Sra. Viuda é hijos de Juan Escuder. Fabricante de tejidos de seda: tapicerías en lampas, brocatel y damascos. Artículos de novedad en vestidos labrados, de colores y negros; glasés con labrados; terciopelos. Tejidos en todos colores y negros. Pañolería en granadina, gasa y bares; de seda de 4, 7, 8 y 9 cs., lisos, labrados y negros. Fondos á mantillas, labrados á realce y bordados. Matalasés y demás artículos negros, lisos y labrados para chalecos. Popelinas de varias clases y anchos para vestidos.», que el 1860 va presentar una mostra dels seus productes a la Exposició Industrial de Barcelona.
Eulàlia Fàbregas morí el 1864 sense haver fer testament, i el negoci passà a les mans del seu fill, que es comprometé a pagar en tres anys la part dels seus germans i cunyats, valorada en 1.666.892,25 rals. Això li va comportar la ruïna econòmica, a la que també contribuí la construcció d'un edifici d'habitatges a la Ronda de Sant Pere. El 1874 es va treure a subhasta la casa-fàbrica amb tota la maquinària, i segons l'inventari, hi havia una màquina de vapor de 6 CV, 15 màquines de filar, 8 de tòrcer, 27 telers mecànics anglesos i 135 telers manuals, alguns amb Jacquard incorporat, de diferents amplades.

### Els Vilumara
Finalment, el 1875 va ser adjudicada al fabricant Francesc Vilumara i Saus, que la posaria sota la denominació comercial de La Morera, convertint-se així en el primer industrial seder de Catalunya. A la seva mort el 1878, la vídua Cristina Bayona i Vilaró (†1907) va demanar permís per a legalitzar el generador de vapor de 12 CV instal·lat el 1871 per Joan Escuder, i va llogar la fàbrica a la societat Cantí i Cia, productora de motlles i cilindres per a estampats i dirigida per Pere Cantí i Cabot, amb Pere Sadó i Pérez i Salvador Vilaró com a socis comanditaris. D'acord amb el contracte, aquests hi van fer instal·lar dues calderes de vapor de 16 CV cadascuna, segons els plànols de l'enginyer Josep Sàbat i Viu.

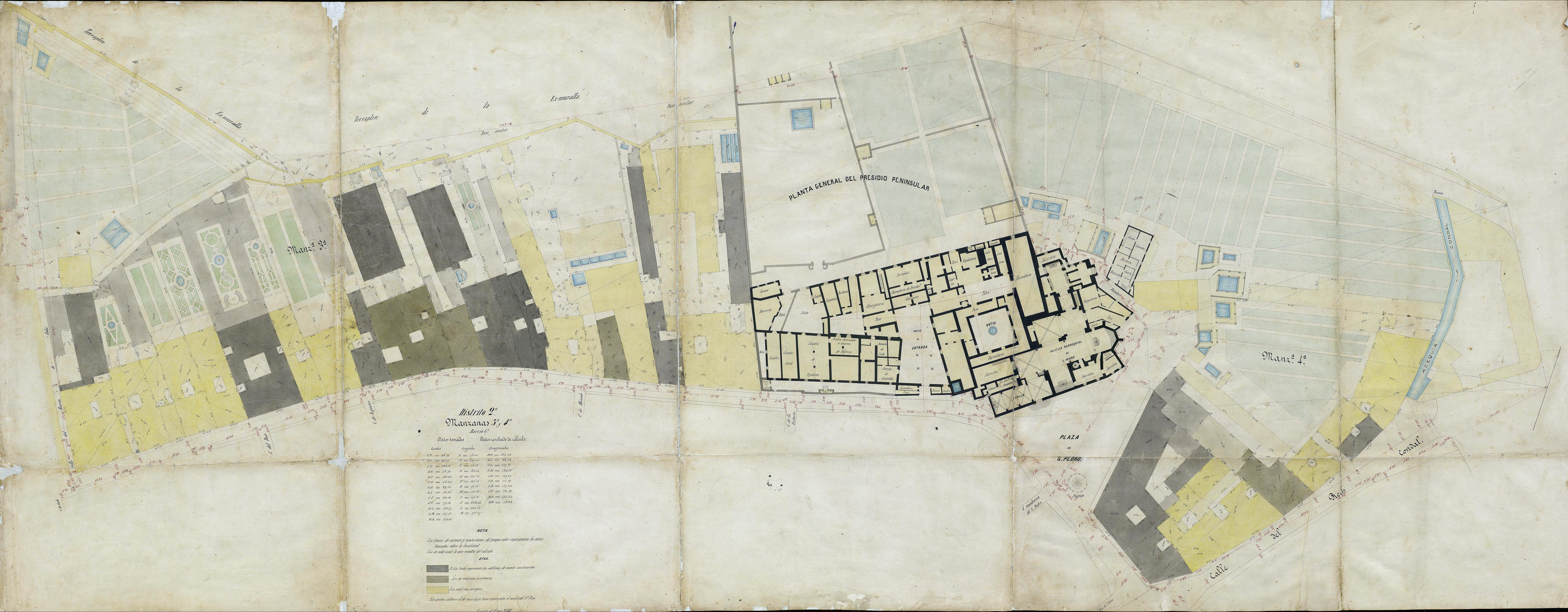
Quarteró núm. 40 de Garriga i Roca (c. 1860)

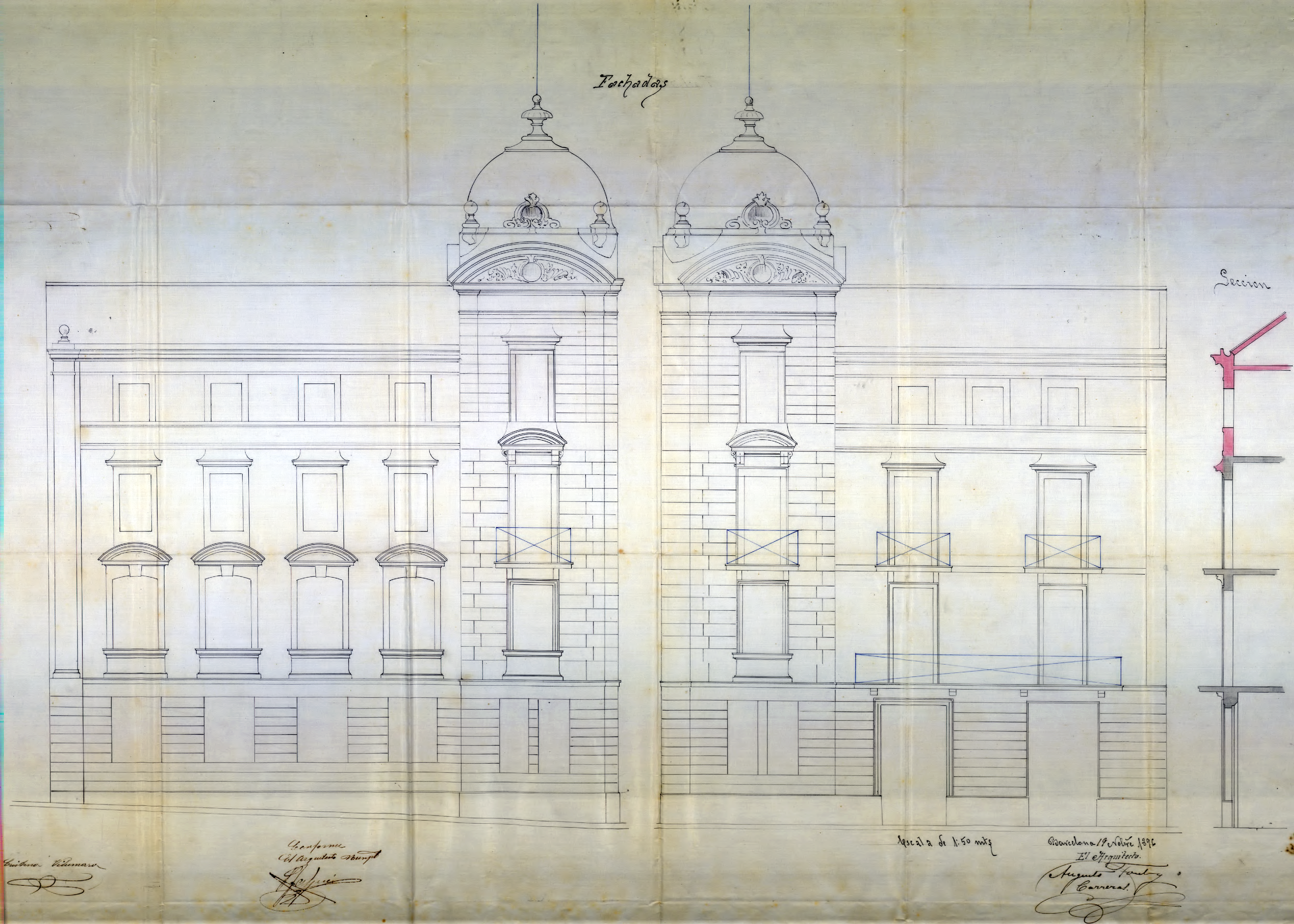
Projecte de reforma de la casa de la plaça de Sant Pere, 4 (1896)

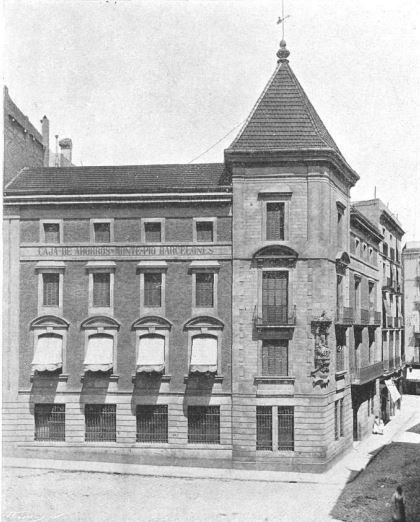
Sucursal de la Caixa de Barcelona a la plaça de Sant Pere (1908)

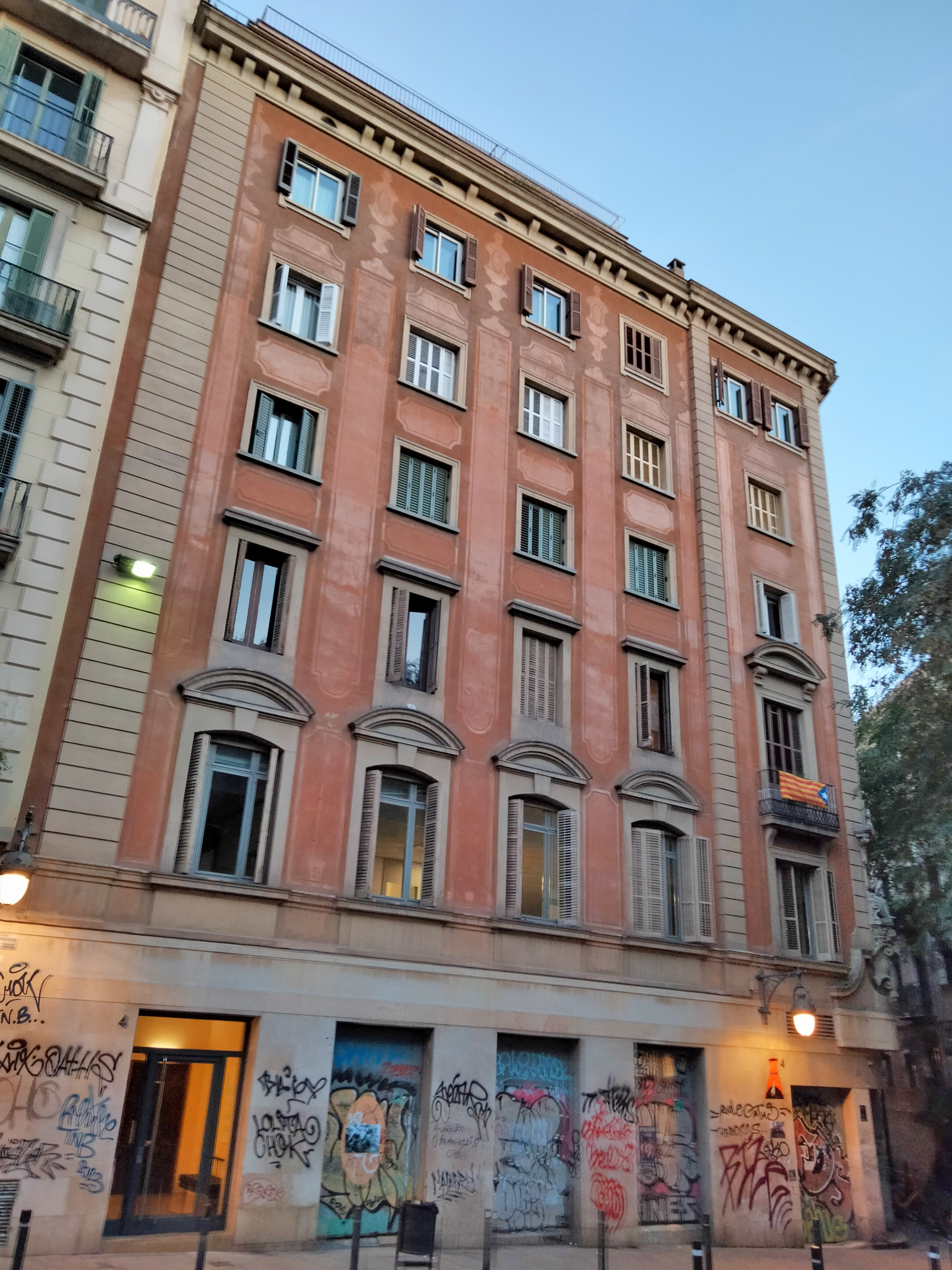
Estat actual de l'edifici de la plaça de Sant Pere, 4

### Incendi i reedificació
A principis del 1896, s'hi trobaven les següents indústries: a la planta baixa, la refineria de sucre i dipòsit de drogues de Rius, Torres i Morató; al primer pis, la fàbrica de calçat de Marià Terrado; al segon, la de papel d'Antoni Bonastre; i al tercer, la de pintes i lliços de F. Ballvé. El 28 del febrer es va iniciar un incendi a la refineria de sucre, que es va propagar a la resta de l'edifici, especialment al tercer pis, on va adquirir una gran virulència gràcies a l'existència de materials combustibles i va provocar-ne l'ensorrament parcial. Aleshores, la propietària Cristina Vilumara i Bayona va demanar permís per a enderrocar la part septentrional i construir un edifici d'habitatges a l'actual núm. 4 bis de la plaça de Sant Pere, segons el projecte de l'arquitecte Salvador Vinyals, que incloïa també un edifici «siamès» sobre una part de terreny públic de la plaça i que no es va arribar a construir. En lloc d'aquest, el picador de cartrons per a telers Jacquard Joan Tarascó i Riera hi va fer construir un altre edifici (núm. 3) segons el projecte del mestre d'obres Joan Serra i Jané.
Poc després, la mateixa propietària va demanar permís per a reformar-ne la resta (núm. 4), aquest cop segons el projecte de l'arquitecte August Font, que hi remuntà una mansarda i hi afegí una torre a la cantonada, on es col·locà una fornícula amb la imatge de Sant Pere i la data de 1898. Posteriorment, l'edifici fou adquirit per la Caixa d'Estalvis i Mont de Pietat de Barcelona, i als anys 1950 s'hi van afegir dos pisos més i un àtic enretirat de la façana, suprimint la torre i la coberta a dues vessants, i decorant la façana amb esgrafiats.